# Johann Friedrich Christian Benner
Johann Friedrich Christian Benner (* 1744; † 16. September 1831) war ein deutscher Jurist, hoher Verwaltungsbeamter und Richter.

## Familie
Johann Friedrich Christian Benner war Sohn von Johann Hermann Benner (1699–1782), Superintendent und Professor der Theologie und Rhetorik an der Universität Gießen. Seine Mutter war Anna Dorothea Sophie Schenk (1718–1760).
Johann Friedrich Christian Benner war seit 1788 mit Charlotte Auguste Danz (* 1760) verheiratet, Tochter von Friedrich Georg Danz (1713–1782), Regierungs- und fürstlich-stolbergischer Kanzlei-Direktor in Gedern.

## Beruf
Brenner besuchte das Pädagogium Gießen und studierte anschließend ab 1763 auch dort an der Universität Rechtswissenschaft. 1797 wurde er Assessor (Richter) der Regierung von Oberhessen. 1804 wurde hier die Trennung der Rechtsprechung von der Verwaltung vollzogen und für die Rechtsprechung auf mittlerer Ebene, die zweite Instanz, das Hofgericht Gießen geschaffen. Vermutlich von Anfang an war er dort auch als Richter tätig, blieb aber zugleich als Regierungsrat Mitglied der Verwaltungsspitze von Oberhessen, was die „Trennung der Rechtsprechung von der Verwaltung“ doch etwas relativiert. Auch war er Konsistorialrat in Gießen.
1813 wurde er in der Nachfolge von Johann Franz von Riffel zum Direktor des Hofgerichts Gießen ernannt. Er hatte das Amt bis zu seiner Pensionierung 1821 inne.